# Tổ chức Khủng hoảng Quốc tế
Tổ chức Khủng hoảng Quốc tế (tiếng Anh: International Crisis Group, viết tắt: ICG, hay còn được biết đến với tên gọi Crisis Group) là một tổ chức phi chính phủ, phi lợi nhuận đa quốc gia được thành lập năm 1995 nhằm thực hiện nghiên cứu thực địa về xung đột bạo lực và thúc đẩy các chính sách nhằm ngăn chặn, giảm thiểu hay giải quyết xung đột. Nó ủng hộ các chính sách trực tiếp với các chính phủ, các tổ chức đa phương và các nhân tố chính trị cũng như truyền thông.
ICG gây ra tranh cãi vào tháng 4 năm 2013 khi trao cho Tổng thống Myanmar Thein Sein "Giải thưởng Theo đuổi Hòa bình" (In Pursuit of Peace Award), mà thời điểm lễ trao giải trùng với việc công bố báo cáo của Tổ chức Theo dõi Nhân quyền Human Rights Watch về thanh lọc sắc tọc của chính quyền Sein.